# Velanda
Velanda is een plaats in de gemeente Trollhättan in het landschap Västergötland en de provincie Västra Götalands län in Zweden. De plaats heeft 563 inwoners (2005) en een oppervlakte van 44 hectare.